# 이석준 (모델)
이석준(1971년 10월 26일 ~ )은 대한민국의 모델이다.
1999년 4월 말, 그의 아버지가 브로커에게 1천만원을 주고 아들이 병역을 면제받도록 한 사실을 확인, 이씨의 아버지를 뇌물공여 혐의로 불구속 입건했다. 그 여파로 인해 불명예 은퇴한 것으로 추정된다.

## 학력
- 고려대학교 무역학 학사

## 출연작

### 영화
- 1995년 《런어웨이》... 진호 역